# Soweto

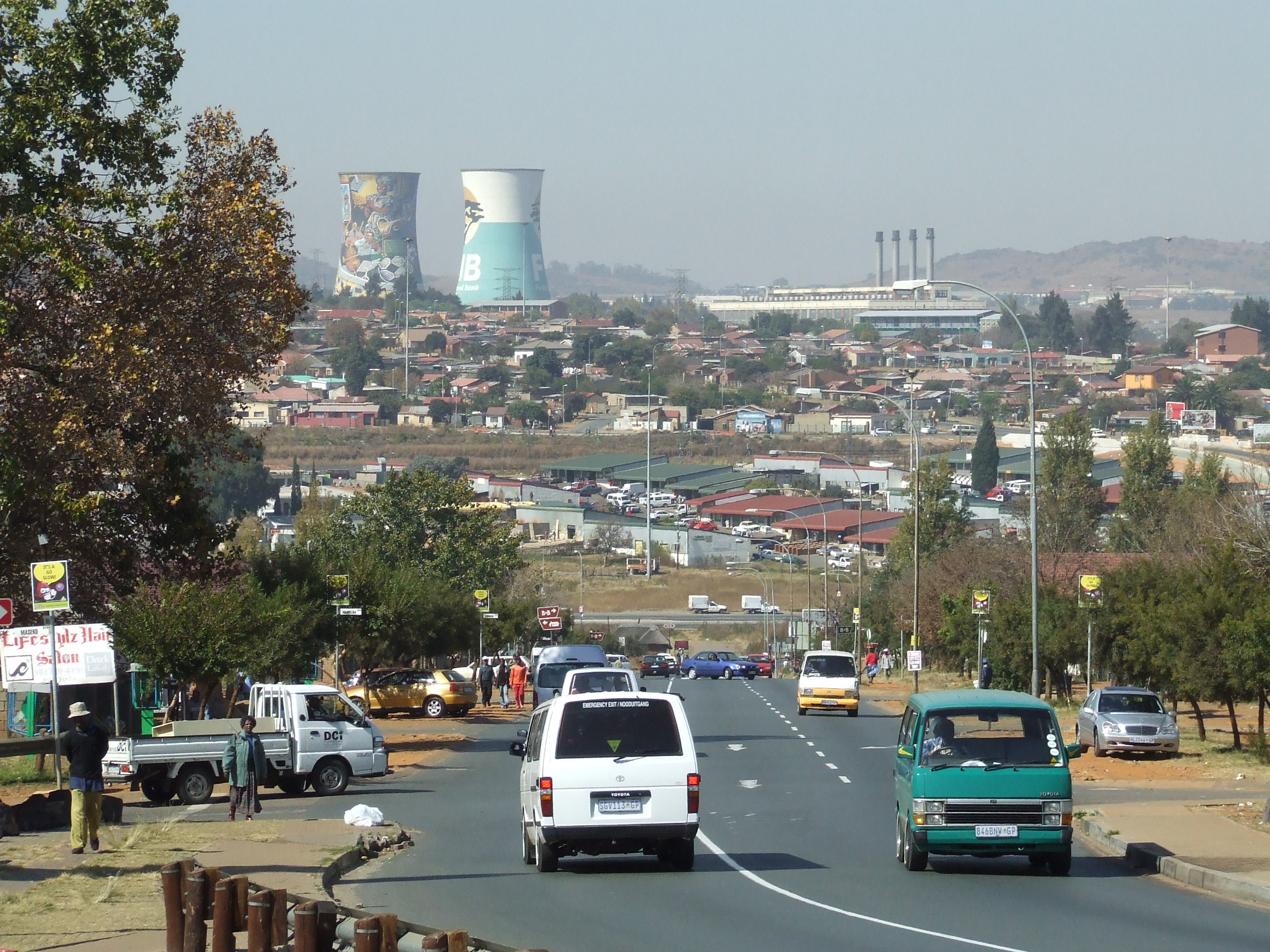
Soweto

Soweto este un oraș din provincia Gauteng, Africa de Sud.
Situat la sud de Johannesburg, Soweto a fost construit in anii 1950 pentru muncitorii navetiști negri, de a căror muncă orașul Johannesburg depindea foarte mult. În Soweto locuiesc în prezent peste două milioane de oameni - cea mai mare concentrație urbană neagră de pe continent. Aici se află și singura clinică privată din Africa de Sud deținută de negri, iar spitalul acesteia, Chris Hani Baraghwanah, este cel mai mare din Africa.